# 二輪驅動
二輪驅動（Two-wheel drive），一般縮寫2WD，指傳動系統把引擎的動力同時傳送到二個車輪。

## 單軸車輛
單軸車輛在農村會較常見，通常會掛載一個小拖卡。
此外，也有耕田機採用單軸設計。

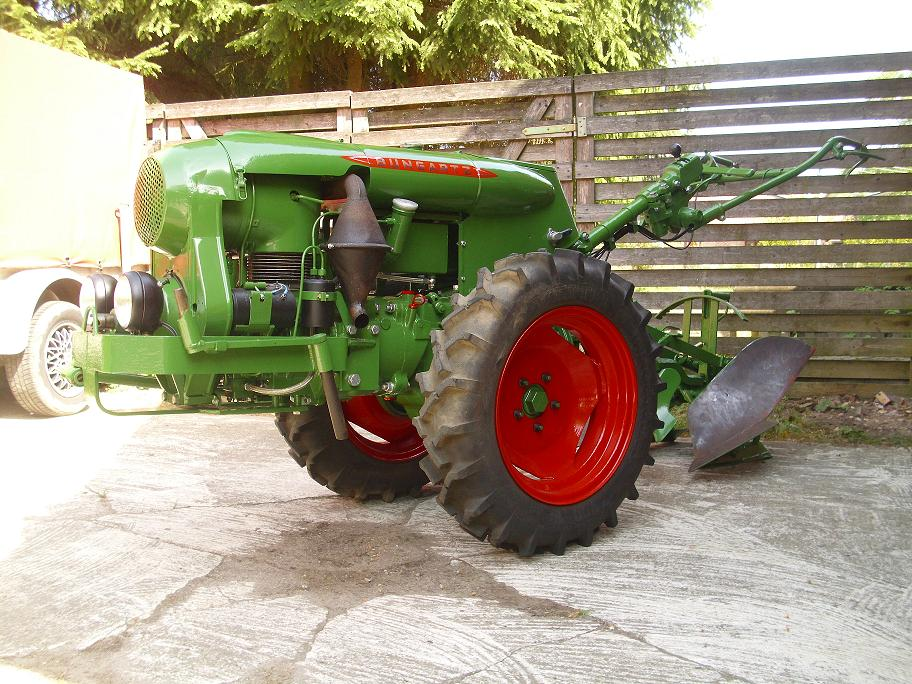
單軸拖車
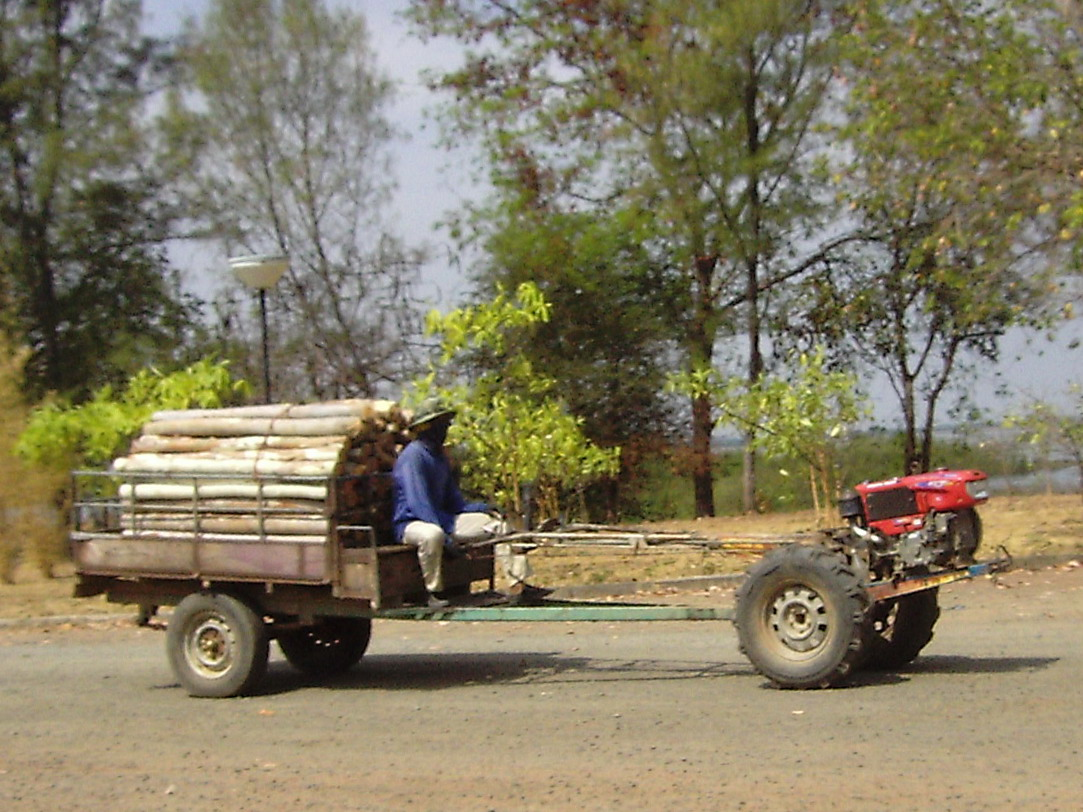
單軸拖車及拖卡

## 二軸車輛
對於二軸車輛，二輪驅動指引擎動力只傳送到其中一條車軸，即是最常見的 4x2 設計，按動力輪的位置可分成：前輪驅動和後輪驅動。若引擎動力會傳送到前後兩條車軸，則是四輪驅動。

## 三軸車輛
對於三軸車輛（或更多車軸），動力軸通當在最一條車軸。但若安裝了「尾軸輔助轉向」系統，則動力軸改為倒數第二條車軸。

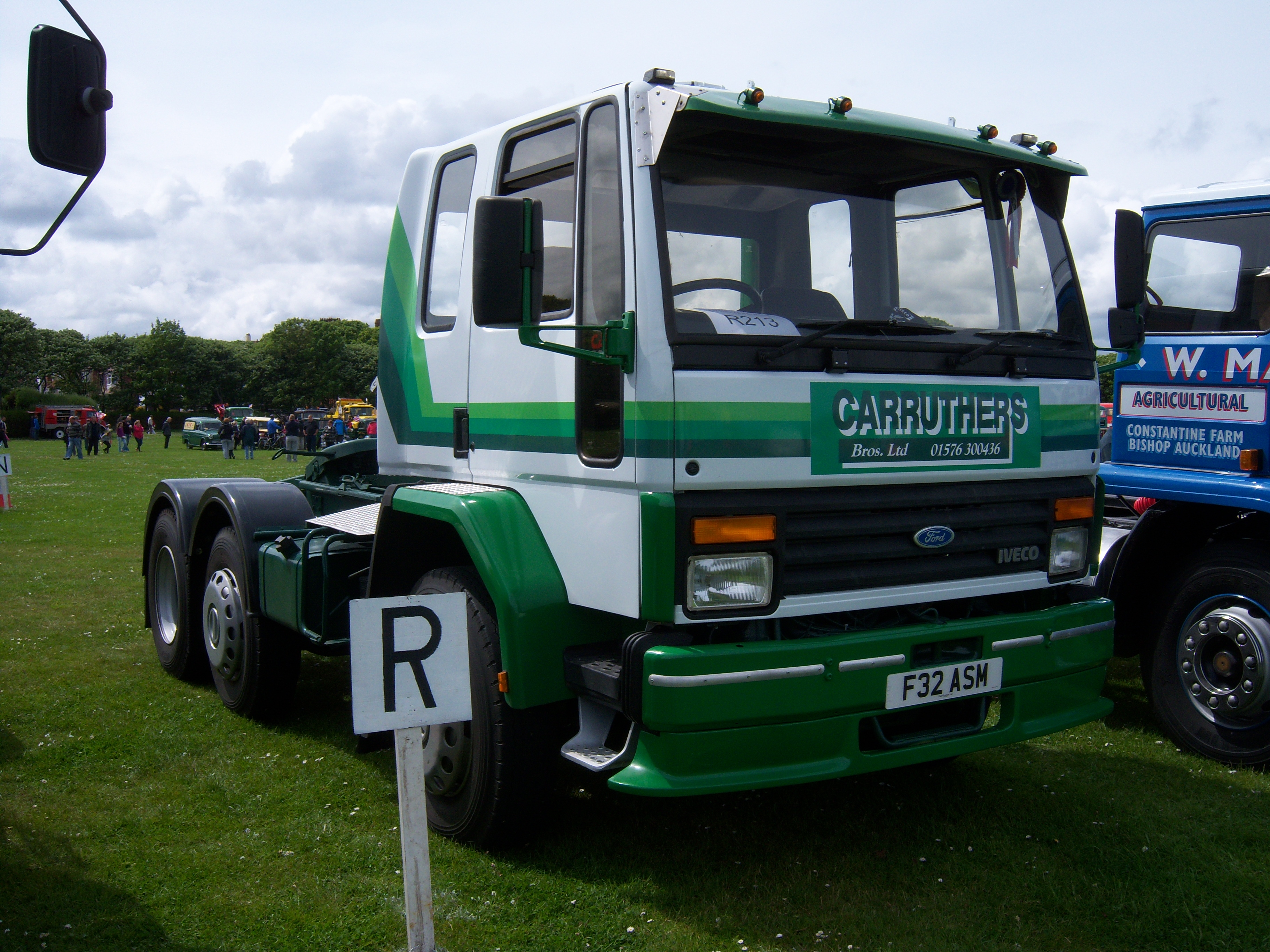
亞洲地區較少見的 6x2 牵挂车。
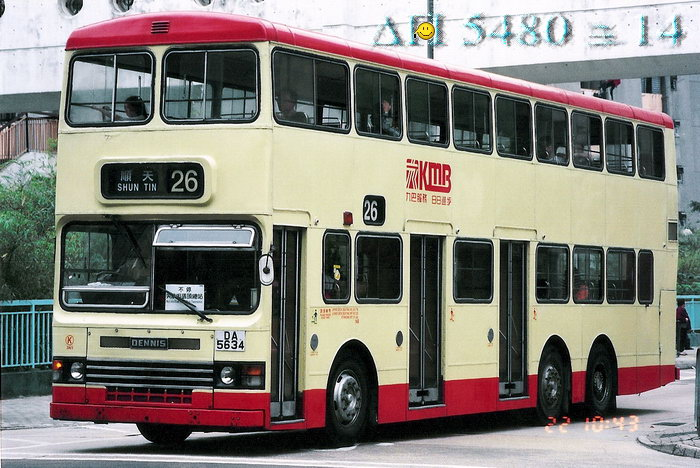
傳統的三軸雙層巴士使用最後條車軸作為動力軸。
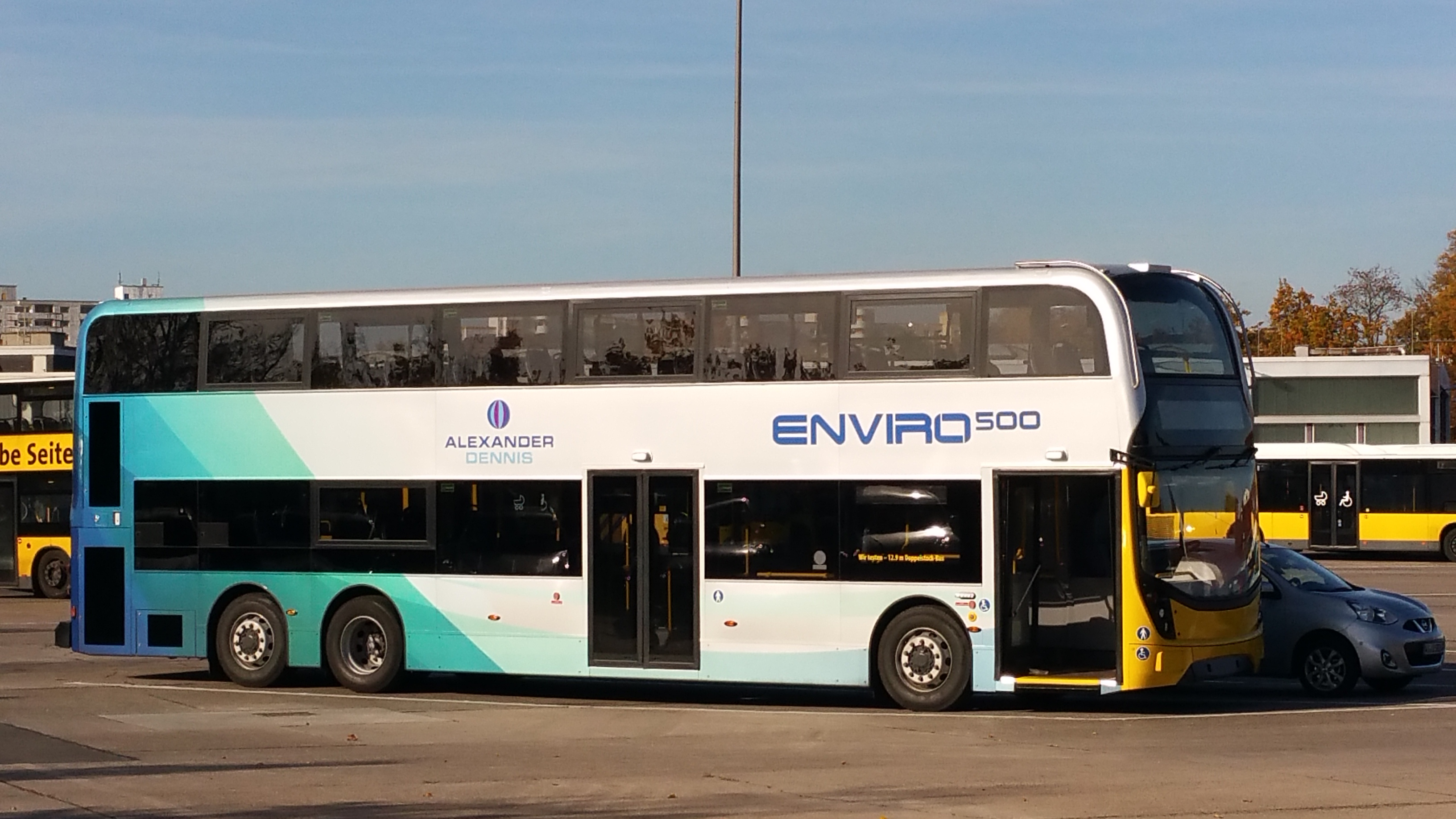
新的三軸雙層巴士改用倒數第二條車軸作為動力軸。
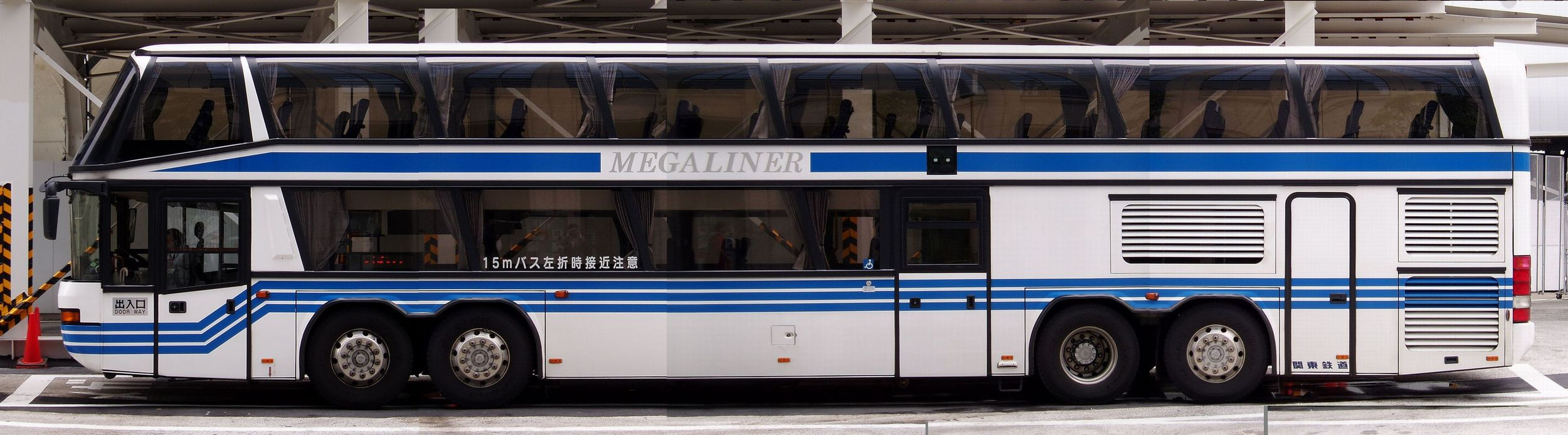
日本的四軸雙層巴士，倒數第二條車軸是動力軸。